# Nikola Milenković
Nikola Milenković (cyr. Никола Миленковић, ur. 12 października 1997 w Belgradzie) – serbski piłkarz, występujący na pozycji obrońcy w angielskim klubie Nottingham Forest w reprezentacji Serbii. Uczestnik Mistrzostw Świata 2018 i 2022.

## Kariera klubowa
W 2015 roku dołączył do pierwszego zespołu FK Partizan. W sezonie 2015/2016 przebywał na wypożyczeniu w FK Teleoptik.

## Kariera reprezentacyjna
W reprezentacji Serbii zadebiutował 29 września 2016 w przegranym 0:3 meczu przeciwko Katarowi. Trener Mladen Krstajić powołał go do składu na Mundial 2018. Zagrał we wszystkich meczach w fazie grupowej.